# Herminia obliqualis
Herminia obliqualis là một loài bướm đêm trong họ Noctuidae.